# 2-甲基咪唑
2-甲基咪唑是一种有机化合物，化学式为CH3C3H2N2H。它是无色晶体，易溶于极性有机溶剂。

## 制备
2-甲基咪唑可由乙二醛、氨和乙醛的缩合反应（Debus–Radziszewski咪唑合成）制备。
4,5-二氢-2-甲基咪唑的氧化反应也可得到2-甲基咪唑。

## 反应

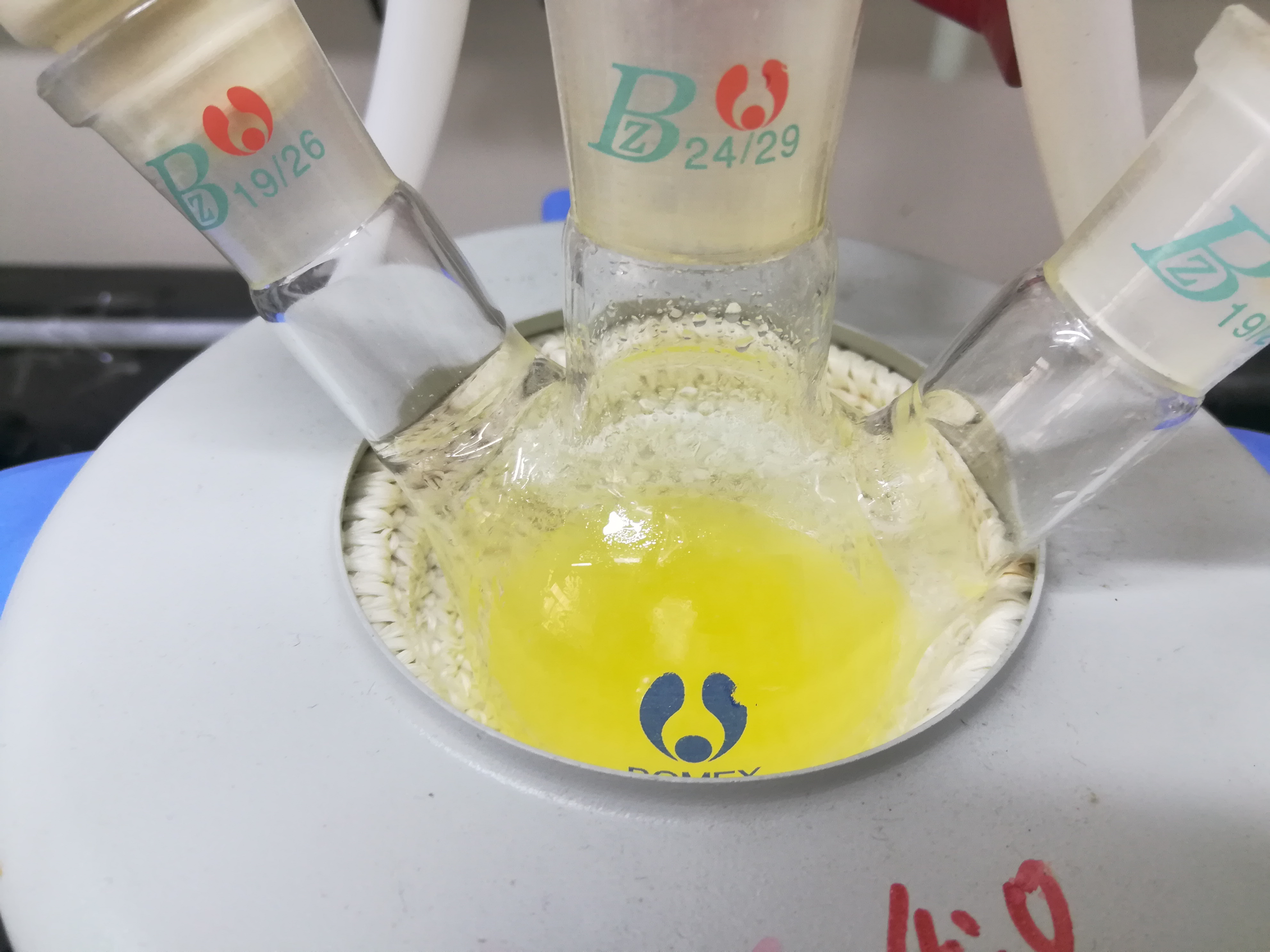
2-甲基咪唑在碱的作用下脱质子

2-甲基咪唑可以作为配体，和金属盐反应得到配合物。例如，它和氟硼酸镉反应，从溶液中可以生长出无色的Cd(2-MeIm)6(BF4)2；它和硝酸锌或硝酸钴反应，可以得到配位聚合物ZIF-8以及ZIF-67。

硝酸锌与2-甲基咪唑制得的ZIF-8透射电子显微镜图像

2-甲基咪唑在二氯甲烷中和碘与乙酸银反应，可以得到4,5-二碘-2-甲基咪唑。它和甲醛在四氢呋喃中加热反应，得到2-甲基咪唑基甲醇。

在碱的作用下，它可以和卤代烃发生C-N偶联反应，如和碘苯反应，得到2-甲基-1-苯基咪唑；和1-溴丁烷反应，得到1-丁基-2-甲基咪唑。